# Und wer nimmt den Hund?
Und wer nimmt den Hund? ist eine deutsche Filmkomödie von Rainer Kaufmann nach einem Drehbuch von Martin Rauhaus. Der Film feierte seine Weltpremiere am 2. Juli 2019 auf dem Filmfest München. Der Film startete am 8. August 2019 im Majestic Filmverleih in den deutschen Kinos und erreichte am Startwochenende Platz 1 der Arthouse-Kinocharts.

## Handlung
Georg verpasst seiner Ehe mit Doris den Todesstoß, als er eine Affäre mit der jungen Doktorandin Laura beginnt. Bis dahin galten Doris und Georg als Abziehbild eines glücklichen Paars der Hamburger Mittelschicht.
Nun stehen sie – nach mehr als einem Vierteljahrhundert Ehe – mit zwei Kindern, Haus und Hund vor dem Scherbenhaufen ihrer Beziehung.
Zum Leidwesen von Georg pocht seine Noch-Ehefrau ganz aufgeklärt-zivilisiert auf eine so genannte „Trennungstherapie“. Und als wäre das nicht schon schlimm genug, versiegt Georgs Jungbrunnen schneller als der Mann einen Arzttermin bekommt – denn auch die jugendliche Neue stellt Ansprüche an Mann und Herz. Während Georgs Liebesglück immer mehr zum Desaster mutiert, lernt Doris dagegen die neue Freiheit immer mehr schätzen und das eigene Leben genießen.

## Hintergrund
Und wer nimmt den Hund? ist eine Produktion der Relevant Film, im Auftrag der Degeto Film, und wurde 2018 in Hamburg gedreht.

## Rezeption

### Kritik
Antje Wessels schreibt auf Programmkino.de: „Doch ‚Und wer nimmt den Hund?‘ funktioniert auch über eine andere Ebene – und erst durch die gewinnt der Film an Herz und Seele, denn so gut die Gags und so gewitzt die Dialoge auch sein mögen, so tragisch ist ja letztlich der Umstand, dass hier gerade ein 26 Jahre lang (vermeintlich) glücklich verheiratetes Paar vor den Scherben seiner Ehe steht. Diese Tatsache walzt Autor Martin Rauhaus mit genauso viel Beharrlichkeit aus wie das komische Drumherum. So tut es richtig weh, Martina Gedeck wie einen Schlosshund weinend in ihrem Schlafzimmer zu beobachten und Ulrich Tukur dabei zu sehen, wie dieser sich einredet, glücklich zu sein, obwohl er es eigentlich gar nicht ist. Beide Darsteller spielen hier so gut auf wie lange nicht mehr. Ihre Chemie ist hervorragend. So ist „Und wer nimmt den Hund?“ ein weiterer Beweis dafür, dass deutsche Filmemacher auch richtig komisch sein können.“
Michael Eckhardt schreibt im Stadtmagazin Player: „Eine Boulevardkomödie vom Feinsten, keine Minute zu lang, mit pointierten Dialogen wie Giftpfeile, und dem Keifen und Fauchen werden besinnlichere Momente entgegengestellt, was gut austariert ist, kennt doch jeder, der sich in einer längeren Beziehung befindet, diese vage Angst, daß im Leben nun wohl gar nichts mehr passiere. Doris erkennt die Trennung als Chance, will sich selbständig machen, eine Steilvorlage für den Noch-Gatten: ‚Pah! Mit einem Bauunternehmen für Luftschlösser?‘ Die nicht minder schlagfertige Gattin kommt zu eigenen Ideen, zu denen ein irgendwie bekloppter Kunstraub gehört, der Gedeck sogar einen wunderbar trashigen Moment gönnt.“
Filmstarts.de meint: „Bitterböse, von Klaus Eichhammer exzellent fotografierte Scheidungskomödie, mit der Rainer Kaufmann an seinen einstigen Überraschungs-Publikumshit ‚Stadtgespräch‘ anknüpft und die beiden Schauspiel-Ikonen Ulrich Tukur und Martina Gedeck als trennungswilliges Ehepaar zu Höchstleistungen antreibt.“
Das Lexikon des internationalen Films resümiert: „Das fesselnde Kammerspiel über zwei, die scheinbar zu kurz gekommen sind, entfaltet als enthemmter Schlagabtausch kultivierter Menschen eine enorme Dynamik. In den Streitgesprächen werden zugleich aber auch das Gefühl des Verlustes und die Einsicht in den Preis der neuen Freiheit zunehmend deutlicher.“

### Erfolg
Und wer nimmt den Hund? feierte seine Weltpremiere am 2. Juli 2019 auf dem Filmfest München, wo er für den Bernd-Burgemeister-Preis nominiert war. Der Film erzielte an seinem Startwochenende 35.235 Besucher in den deutschen Kinos und erreichte damit Platz 1 in den Arthouse-Kinocharts.